# USS Shiloh (CG-67)
O USS Shiloh é um cruzador de mísseis guiados da classe Ticonderoga pertencente a Marinha de Guerra dos Estados Unidos.